# Jánosháza

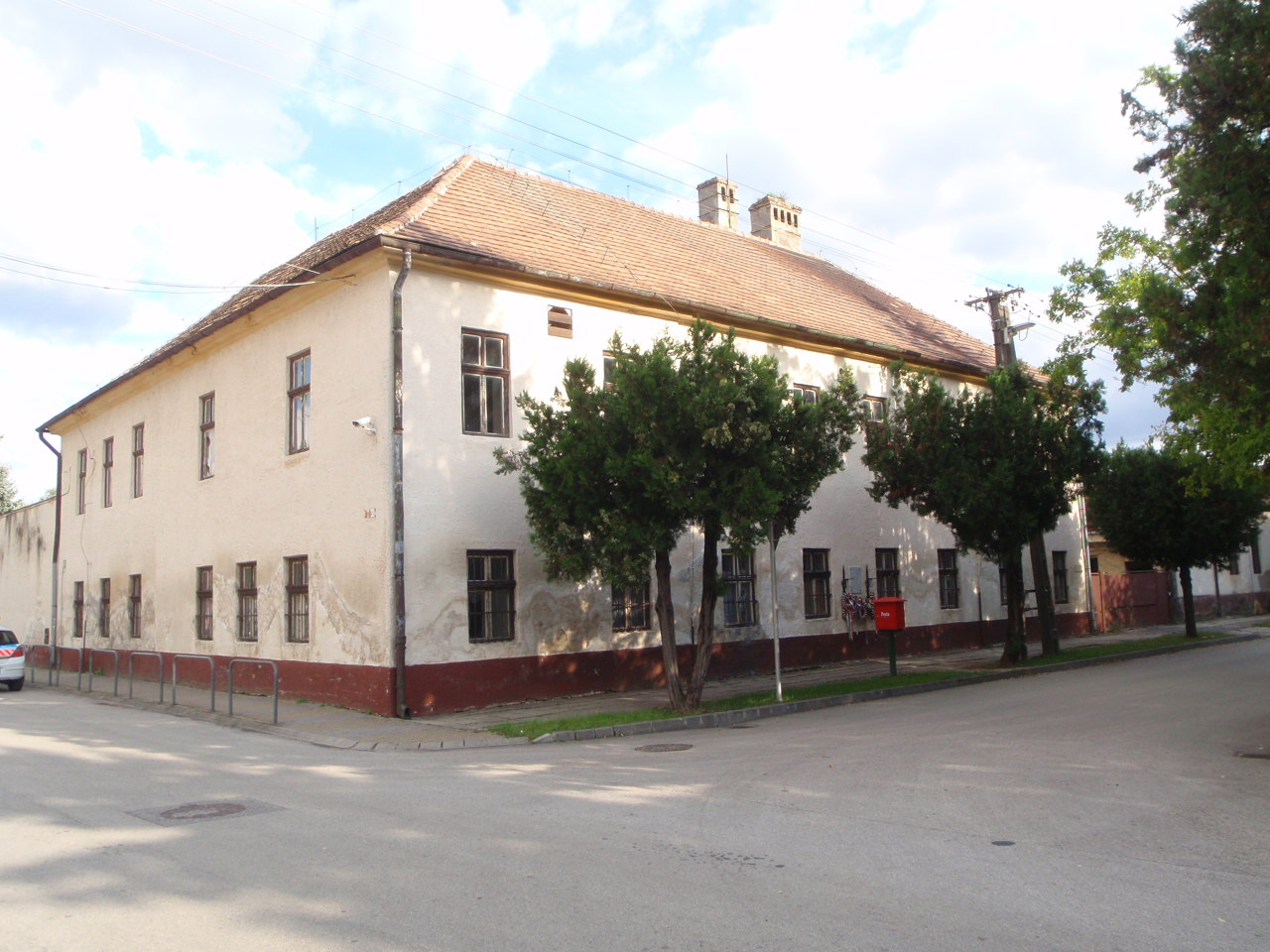
Batthyány Lajos itt raboskodott

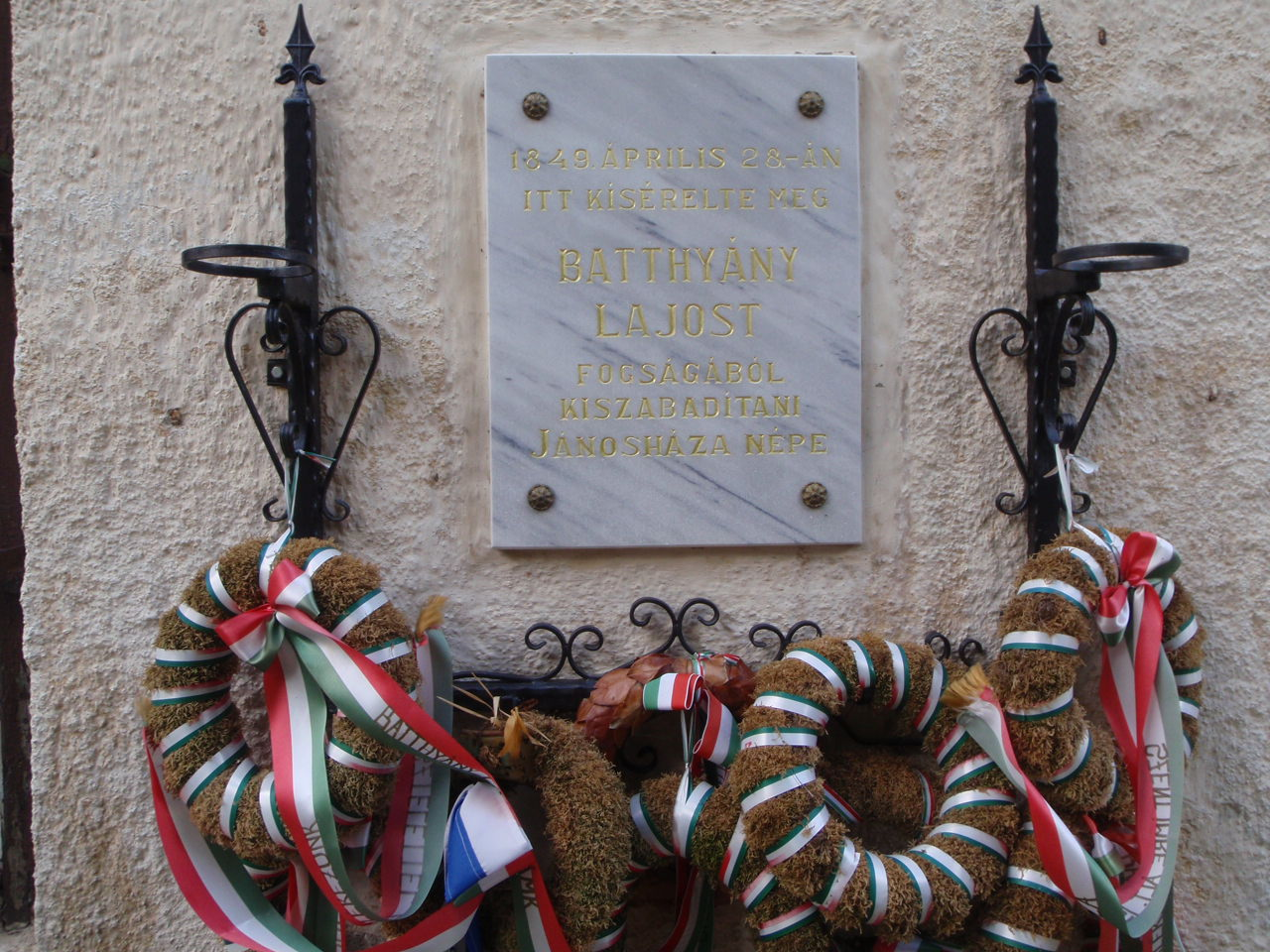
Batthyány Lajos emléktábla a ház falán

Jánosháza (németül: Ernesburg) város Vas vármegyében, a Celldömölki járásban.

## Fekvése
A Kemenesalján és a Marcal-medencében, a vármegye keleti részén helyezkedik el, a Marcal mentén, a folyó balparti oldalán.
Különálló településrésze Körtvélyespuszta (vagy Körtvélyesmajor), a központjától bő 3 kilométerre nyugat-északnyugatra.
A közvetlenül határos települések: északkelet felől Kemenespálfa, kelet felől Karakó, dél felől Nemeskeresztúr és Zalaerdőd (utóbbi már Veszprém vármegye része), délnyugat felől Keléd, nyugat felől Duka, északnyugat felől pedig Kissomlyó és Egyházashetye.
Keleti határa nagyrészt sík, a Marcal felé ereszkedő terület, míg nyugat felől a Mosó-árok völgyének dombosabb térszíne húzódik. A vidék nagy része mezőgazdasági művelés alatt áll, vízfolyásainak mellékét rétek kísérik, míg déli irányban nagyobb kiterjedésű erdők borítják a tájat.

### Megközelítése
A kisváros a 8-as és a 84-es főutak keresztezésének közvetlen közelében helyezkedik el, ezért mindkettőn kényelmesen megközelíthető (a két főút jelenlegi csomópontja a város nyugati határszéle közelében helyezkedik el, s a belterület felől a 8435-ös úton érhető el).
A Dunántúl más, közeli települései közül Keszthely északi határvidékével a Kisgörbőn és Óhídon át idáig vezető 7331-es út köti össze, Karakó felől pedig a 7381-es út vezet a településre. Kemenespálfa felé a 8429-es út, Kissomlyó felé a 8457-es út biztosít összeköttetést, 
Vonattal a Bajánsenye–Zalaegerszeg–Ukk–Boba-vasútvonalon érhető el, melynek egy megállási pontja van itt, Jánosháza megállóhely, mely a belterület délkeleti szélén helyezkedik el, közvetlenül a 8457-es út mellett.

## Története
A település mellett a 8-as és 84-es főutak kereszteződése táján Lázár Jenő tárt fel egy halomsírt. Ebben hat urnasírt talált, amelyek a késő bronzkori késő halomsíros – korai urnamezős kultúra temetkezései. A hely nemzetközileg elfogadott archeológiai névadó lelőhely lett, hiszen a kultúra egy csoportját Jánosháza–Farkasgyepű csoportként emlegetik.
Egy másik halmot Fekete Mária tárt fel, amelyben ugyanennek a kultúrának kissé korábbi fázisára keltezhető sírjára lelt. A Ság hegyi központi település egyik korai temetője lehetett itt. A hazai és külföldi párhuzamok alapján kisebb halmok és temetkezések lehetnek még a területen. Településeik a Magasparton, az Alsóerdőnek és a Fürdődombnak nevezett határrészen lehettek. A többutcás, szalagtelkes községben felfedezhetők a korábbi városias építkezés nyomai is.
Az aránylag későn keletkezett település, első írásos nyoma csak a 15. századból való (Janushaza 1428). Nevét a feltételezések szerint tulajdonosáról, a szomszédos Varsányt is birtokló Joannesról kapta. Joannes Ormuzd de Varsány ún. kisvára a ma igencsak romos várkastély területén keresendő. Az 1400-as évek elején szerezték meg a Garayak és a somlói uradalomhoz csatolták.
A 16. század elején Bakócz Tamás kapta meg, tőle örökölték az Erdődyek, akik a devecseri Choron családnak adták zálogba. Később ők örökbirtokként erősíttették meg szerzeményük tulajdonjogát.
A család kihalása után a leányági örökösöktől a 18. században szerezték vissza az Erdődyek.
Maga a település virágkorát a 16–17. században élő várkastély tövében alakult ki, amely mellett az 1600-as években jelentős katonai tábort is fenntartottak.
A község fejlődéséhez jelentősen hozzájárult még, hogy a környező településeken fekvő birtokok központja lett. Ennek köszönhetően az 1571-ben elhagyatott helyként számontartott települést a következő évszázadban már mezővárosként tüntették fel.
Kereskedelmi jelentőségét a főút közelsége is emelte.
1750-ben már négy utcát írtak össze (Öreg, Új, Újváros, Bojtorjánszeg).
1707-ben az osztrák csapatok felgyújtották.
A 19. században járási székhely is volt, de később ez a terület a Kiscelli járásba olvadt be.
A 18. század második felében zsidók is letelepedtek itt, akiknek száma annyira megnövekedett, hogy a következő században iskolát, zsinagógát is építettek.
A 18. századi úrbéri összeírásokból kitűnik, hogy a község valóban a mezővárosi fejlődés állapotában volt.
Jánosháza jelentős vásártartó hely, vásáros napokon több tíz kilométeres körzetből hat úton áramlott a nép a községbe. Miután a környéken több kisebb község is vásártartási engedélyt szerzett, Jánosháza vásári jelentősége csökkent.
A közigazgatási és igazságügyi miniszter javaslatára 2013. július 15. napján városi címet kapott.
A 17. században elpusztult fatemplom helyett az 1700-as évek elején az evangélikus prédikátor elűzése után emeltek új épületet a katolikusok.
Az 1734 körül készült kőépületet 1779-ben az Erdődy család költségén nagyobbították meg és építették át klasszicizáló barokk stílusban.
A Keresztelő Jánosról elnevezett egyhajós római katolikus templom egyenes záródású szentélye keskenyebb a hajónál. Ívesen tört párkányú, sátortetős tornya csak a harangszinttel emelkedik ki a homlokzatból. A hajót három osztatú csehsüvegboltozat, a szentélyt és sekrestyét csehboltozat fedi. A nyugati oldalon két pilléren nyugvó karzat van.
A főoltárkép egy barokk stílusú falkép, amely a Jézust keresztelő Jánost ábrázolja, felettük a Szentlélek galamb formájában.
A szintén barokk mellékoltárt Assisi Szent Ferencnek állították.
A kagyló alakú kő keresztelőkút fa fedőjén Krisztus és Keresztelő Szent János barokk szobra látható.
A falfülkében fából faragott barokk Pietà szobor van. A fő téren álló barokk Szűz Mária-szobor a felhőkön álló Mária megkoronázását mutatja be, az alak felett a Szentháromság.
A konzolokon két angyal szobra áll.
A Várkastély első írásos emléke 1510-ből való, amikor a király Bakócz Tamás unokaöccsének Erdődy Péternek engedélyt adott háza fallal és árokkal való körbevételéhez.
1537-ben Török Bálint ostromolta, majd a következő évben el is foglalta.
Choron András és fia reneszánsz óolasz bástyát és négyszögletes alaprajzú védelmi rendszert építettek ki.
1583-ban Choron János végrendeletében saját költségén újonnan építettnek mondta.
Az 1600-as évek elején, egy még a Bocskai-hadjárat előtti gyújtogatás romjait javíttatta ki Nádasdy Tamás a kastély nagy részén.
1609-ben Choron Margit, Nádasdy Orsolya és Nádasdy Tamás osztották fel maguk között. Ebből a szerződésből tudjuk, hogy a már emeletes épület tornyában óra és harang is volt.
1703-ban teljesen üres és romos állapotú, mert tulajdonosai nem használták.
1732 után újra az Erdődyek tulajdonában került.
1758-ban Erdődy Lászlóné Illésházy Anna barokk stílusban építtette át és tette lakhatóvá.
Ő 1765-ig itt is élt, de az 1780-as években már újra romos állapotba került.
1855-ben emeletet kapott a lakórész. Utolsó bővítése 1935-ben volt, amikor elkészült újabb emelete és a ma is látható sisak a toronyra.

### Sejtér
Jánosháza mai határain belüli egykori település.
1273-ban IV. László az itteni jobbágyokat hadi érdemeikért az országos nemesek közé emelte.
Pusztulásáig ezután kisnemesi birtok volt.
1575-ben azt jegyezték fel, hogy a török Söjtörig pusztította el a vidéket.
1635-ben említik utoljára mint falut, utána csak puszta volt.

### Gálosfölde
Egykor a mai Jánosházától északnyugatra fekvő települést 1478-ban Somló várának tartozékaként tartották nyilván (Galosháza).
1588-ban már hódolt a töröknek, ezután viszont puszta.
1769-ben már csak egy dűlőnév őrizte emlékét.

## Közélete

### Polgármesterei
- 1990–1994: Dr. Varga Iván (MDF)[4]
- 1994–1998: Molnár Géza (független)[5]
- 1998–2002: Dr. Gömbös Ferenc (MDNP-Fidesz-FKgP-MKDSZ)[6]
- 2002–2003: Dr. Gömbös Ferenc László (független)[7]
- 2003–2006: Keresztes István (független)[8]
- 2006–2010: Keresztes István (Fidesz-KDNP)[9]
- 2010–2014: Keresztes István (Fidesz-KDNP)[10]
- 2014–2019: Kiss András Attila (független)[11]
- 2019–2024: Kiss András (független)[12]
- 2024– : Kiss András Attila (független)[1]

A településen 2003. október 12-én időközi polgármester-választást tartottak, az előző polgármester halála miatt.

## Népesség
A település népességének változása:
| Lakosok száma | 2553 | 2528 | 2489 | 2436 | 2338 | 2325 | 2276 |
|               | 2013 | 2014 | 2015 | 2021 | 2022 | 2023 | 2024 |

A 2011-es népszámlálás során a lakosok 84,8%-a magyarnak, 0,6% németnek, 5,5% cigánynak, 0,2% románnak mondta magát (15,1% nem nyilatkozott; a kettős identitások miatt a végösszeg nagyobb lehet 100%-nál). A vallási megoszlás a következő volt: római katolikus 67,5%, református 1,7%, evangélikus 3,2%, görögkatolikus 0,1%, felekezet nélküli 2,6% (23,6% nem nyilatkozott).
2022-ben a lakosság 90,1%-a vallotta magát magyarnak, 2,2% cigánynak, 0,9% németnek, 0,3% románnak, 0,9% egyéb, nem hazai nemzetiségűnek (9,7% nem nyilatkozott; a kettős identitások miatt a végösszeg nagyobb lehet 100%-nál). Vallásuk szerint 47% volt római katolikus, 3,8% evangélikus, 2,2% református, 0,1% izraelita, 0,1% ortodox, 0,4% egyéb keresztény, 1% egyéb katolikus, 5,1% felekezeten kívüli (40,2% nem válaszolt).

## Nevezetességei

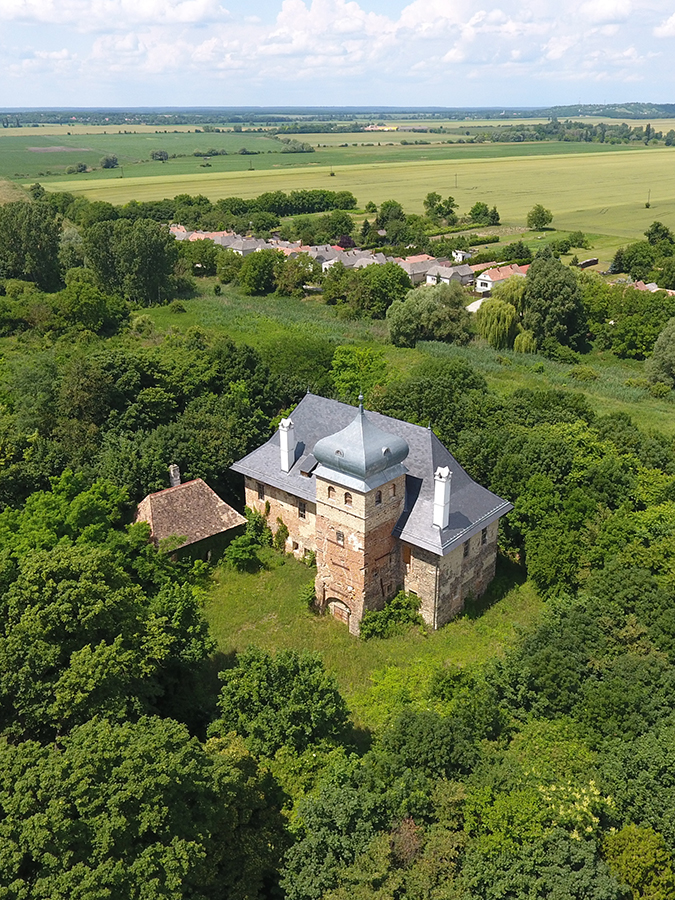
Jánosháza, várkastély légi fotón

Erdődy várkastély vagy más néven Erdődy-Choron-kastély
A vár első írásbeli említése 1510-ből maradt fenn. 1510-ben a király, Erdődy Péter-nek (Bakócz Tamás unokaöccsének) engedélyezte, hogy udvarházát fallal és árokkal vegye körbe.
1538-ban Török Bálint kezére kerül.
1609-ben kora barokk stílusban bővítették.
1732 után került vissza az Erdődyek birtokába a kastély meglehetősen romos állapotban.
1758-ban átépítették és ismét lakhatóvá tették, de az 1780-as évekre állapota újfent leromlott.
A lakórészre 1855-ben emeletet építettek, utolsó átalakítására 1935-ben került sor, amikor újabb emelet készült el, ekkor került a ma is látható jellegzetes sisak a toronyra.  A kastély egészen az államosításig az Erdődyeké maradt.
A második világháború végén a bevonuló szovjet csapatok feldúlták és kifosztották.
A háború után egy ideig járványkórház működött falai között, melynek során állapota tovább romlott.
Később mezőgazdasági szakiskolát és óvodát alakítottak ki benne, míg a tetőtérben múzeum kapott helyet.
Az épület jelenleg üresen áll, felújításra szorul.
Római katolikus templom
A templom 1734 körül épült a korábbi, akkorra már elpusztult fatemplom helyett.
1779-ben az Erdődy család költségén nagyobbították meg, és építették át klasszicizáló barokk stílusban. A római katolikus templom egyenes záródású szentélye keskenyebb a hajónál. Ívesen tört párkányú, sátortetős tornya csak a harangszinttel emelkedik ki a homlokzatból.
A hajót három osztatú csehsüveg boltozat, a szentélyt és sekrestyét csehboltozat fedi. A nyugati oldalon két pilléren nyugvó karzat van. A főoltárkép egy barokk stílusú falkép, amely a Jézust keresztelő Szent Jánost ábrázolja, felettük a Szentlélek galamb formájában. A szintén barokk mellékoltárt Assisi Szent Ferencnek állították. A kagyló alakú kő keresztelőkút fa fedőjén Krisztus és a templom védőszentje, Keresztelő Szent János barokk szobra látható. A falfülkében fából faragott barokk Pietà szobor van.

## Híres jánosháziak
- Kiss László jogtudós, egyetemi tanár, az állam- és jogtudományok akadémiai doktora
- Márfi Márk színész
- Márkus Ferenc színész
- Salgó Ernő orvos, újságíró, műfordító
- Sárközy Pál pannonhalmi főapát, matematikus, egyetemi tanár
- Tóth Zoltán válogatott labdarúgó
- Vajda Sámuel szent Benedek-rendi tihanyi apát

## Külső hivatkozások
- Jánosháza a Kemenesvidék honlapon
- Jánosháza – Térkép Kalauz Archiválva 2007. szeptember 29-i dátummal a Wayback Machine-ben